# Lockheed Martin F-22 Raptor
Pour les articles homonymes, voir Raptor et F22.
Le Lockheed Martin F-22 Raptor est un avion de chasse furtif développé par les États-Unis dont le développement commence à la fin des années 1980 afin de succéder aux F-15 de l'US Air Force. Initialement conçu pour les combats aériens, il est également capable d’assurer des missions de soutien militaire au sol, d'attaque électronique ou encore de renseignement d’origine électromagnétique.
Lockheed Martin est à l'origine de la majeure partie de l’avion, dont le système d'armes, et en assure l'assemblage final. La division défense de Boeing a de son côté fourni les ailes et le fuselage arrière et s’est chargée de l'intégration de l'avionique.
L'avion a été indifféremment désigné par F-22 ou F/A-22 les années précédant sa mise en service dans l'US Air Force en décembre 2005, avant d'entériner officiellement la dénomination F-22A ; il est néanmoins plus souvent cité par son surnom, le F-22 Raptor.
En 2005, l'US Air Force affirmait que le F-22 était un élément stratégique au maintien de la puissance aérienne des États-Unis et qu’il était inégalé par tout autre avion de chasse existant ou en développement.
Cependant en avril 2009, le département de la Défense des États-Unis propose, avec l'aval du Congrès, de mettre un terme à ses commandes, portant le nombre de F-22 achetés à 187 exemplaires ; ainsi le Sénat et la Chambre des représentants adoptent en juillet 2009 un projet de loi budgétaire cessant tout financement à sa production.

## Historique
Au début des années 1980, l'administration Reagan lança les travaux sur le programme ATF (Advanced Tactical Fighter, « chasseur tactique avancé » en français), destiné à remplacer les F-15 et F-16. Une première consultation de différents constructeurs eut lieu dès le mois de juin 1981, et les spécifications du nouvel avion furent fixées à la fin de l'année 1982 : capacité de supercroisière (vitesse supersonique sans utilisation de la postcombustion), rayon d'action de combat supérieur à 1 000 km, atterrissages et décollages sur une distance de 600 mètres, masse au décollage en mission air-air inférieure à 27 tonnes. Après la prise en compte des dernières avancées en matière de technologies furtives, le projet fut soumis aux constructeurs en septembre 1983, alors qu'en parallèle, Pratt & Whitney et General Electric étaient chargés de proposer un moteur pour ce nouvel avion.
Fin 1984, les spécifications étaient devenues plus précises : la vitesse en supercroisière devait atteindre Mach 1,5, tandis que la masse au décollage était abaissée à 22 tonnes. Le coût unitaire était lui fixé à 40 millions de dollars US (de 1985, soit 95 millions de dollars de 2025). L'appel d'offres définitif fut émis en septembre 1985, pour une prévision de 750 exemplaires. Sept constructeurs différents répondirent et, en octobre 1986, le Pentagone annonça que deux projets avaient été retenus : celui de Lockheed — qui s'était entre-temps associé à General Dynamics et Boeing — et celui de Northrop, entretemps associé à McDonnell Douglas).
Deux prototypes de chaque proposition furent commandés, tous deux à ailes trapézoïdales, celle de Lockheed recevant la désignation YF-22 et celle de Northrop la désignation YF-23. Un prototype devait être propulsé par le turboréacteur Pratt & Whitney F119 et l'autre par le General Electric YF120. Le projet de l'YF-22 subit plusieurs modifications lors de sa conception définitive, notamment un changement de la forme des ailes et du type des soutes à armement, tandis que l'US Air Force renonçait à l'utilisation d'inverseurs de poussée afin de gagner du poids.
Le premier prototype de l'YF-22 fit son vol inaugural que le 29 septembre 1990. Il s'agissait de l'avion équipé de réacteurs General Electric YF120. Le second prototype, avec des Pratt & Whitney F119, fit son premier vol le 30 octobre 1990. Les deux avions furent testés en supercroisière un mois plus tard, atteignant respectivement Mach 1,58 et Mach 1,43,. Avec la postcombustion, tous deux dépassaient sans problème Mach 2 (2 090 km/h), à 15 000 mètres d'altitude. Le premier tir d'un missile eut lieu fin novembre 1990.

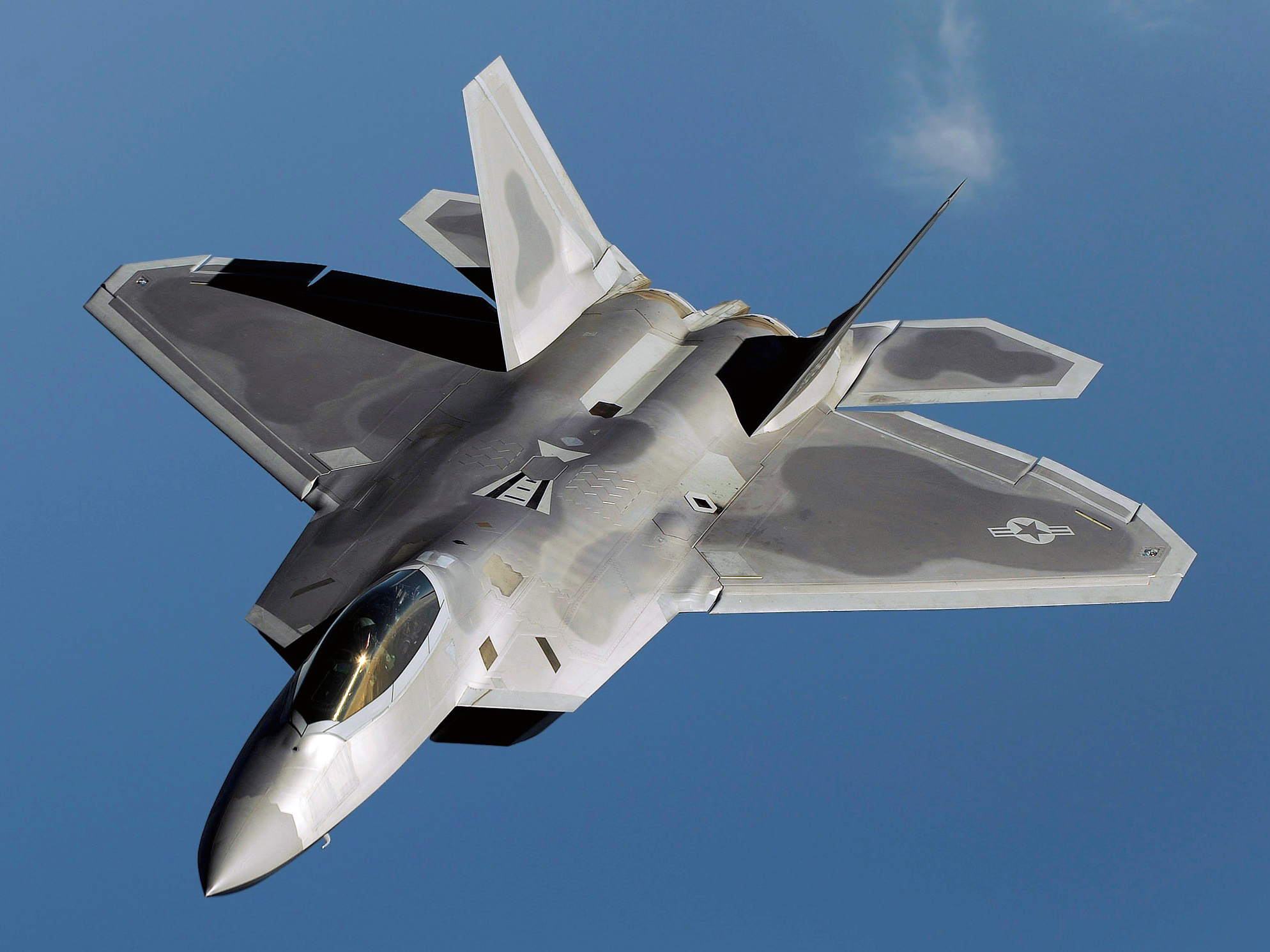
Vue d'un Lockheed Martin F-22 Raptor.

En avril 1991, l'US Air Force annonça que l'YF-22 avait remporté la compétition et que le moteur retenu était le Pratt & Whitney F119. Onze avions de présérie furent commandés, dont deux biplaces. Alors que le premier prototype était utilisé pour des essais au sol puis envoyé au musée de l'US Air Force, le second fut détruit lors d'un accident en avril 1992. Le premier avion de présérie fit son vol inaugural le 7 septembre 1997, avec un certain nombre de modifications de structure par rapport à l'YF-22 (fuselage plus court, envergure augmentée, etc.).

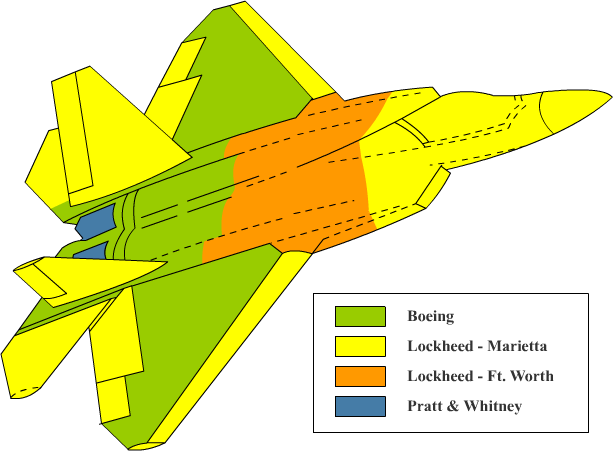
Répartition de la production des éléments du F-22.

Le programme avait cependant beaucoup de retard (environ cinq ans au total) et les coûts étaient largement dépassés (prix unitaire plus que doublé), bien que son coût par tonne final ne fut que légèrement supérieur aux avions de combat contemporains. En conséquence, la version biplace F-22B fut abandonnée, et le nombre d'exemplaires commandés peu à peu réduit : des 648 avions prévus en 1991 (lors de la désignation du vainqueur du marché), on était passé à 339 en 1997 (lors du vol du premier avion de présérie) puis à seulement 295 en 2001. Entre-temps, devant l'insistance du Congrès, le Raptor fut redesigné quelque temps F/A-22 et dut être capable à terme d'effectuer des missions air-sol.
La première unité de l'US Air Force à recevoir le F-22 a été le 43rd Fighter Squadron (en), basé à Tyndall AFB, en Floride. Destinée à la formation des pilotes au nouvel avion, elle a reçu 25 Raptors entre octobre 2003 et mai 2005. La première unité opérationnelle (le 27th Fighter Squadron (en)) a commencé à recevoir ses F-22 en mai 2005 et a été déclarée opérationnelle à la fin de cette même année.
Au 31 juillet 2007, le nombre de F-22 commandés n'était plus que de 183 avions de série, 105 avaient déjà été assemblés à l'usine Lockheed Martin de Marietta et 99 livrés à l'US Air Force. Le F-22 est par ailleurs accusé par ses détracteurs de ne pas être adapté aux conflits asymétriques, dans lesquels les États-Unis sont engagés (guerre d'Afghanistan, guerre d'Irak) et qui nécessitent des appareils adaptés au soutien aérien, et non de purs appareils de supériorité aérienne typiques de la guerre froide. De son côté, l'US Air Force défend sa commande initiale de 381 F-22, s'appuyant sur la menace que représente la Chine et l'acquisition de chasseurs modernes, notamment russes, par de nombreux États.
Pour l'année fiscale 2008, l'US Air Force prévoit l'achat de 20 appareils. Par ailleurs, le 6 avril 2009, le secrétaire à la Défense Robert Gates a recommandé l'arrêt de la production une fois 187 exemplaires livrés,. Cela mettrait un point final à la production de cet appareil ; en effet le coût de remise en marche de celle-ci est estimé à près de 19 milliards de dollars par l'US Air Force, pour une production forcément limitée, l'appareil étant interdit de vente à l'exportation par le Pentagone malgré l'intérêt de pays tels que le Japon, Israël ou l'Australie.
L'US Air Force et le constructeur ont fait pression pour augmenter le nombre total d'appareils en ligne, la première objectant qu'elle n'aura pas assez d'avions pour remplacer les intercepteurs F-15A/B/C qui vont être retirés du service, et le second mettant en avant les 75 000 emplois qui sont liés à ce programme, ainsi que l'augmentation substantielle du prix unitaire pour compenser l'arrêt de la production.
Le 187e et dernier exemplaire de l'avion de série, arborant le numéro 4195, est sorti d'usine le 13 décembre 2011 et a été livré à l'US Air Force le 3 mai 2012, ce qui donne avec les huit prototypes un total de 195 avions construits.
L'US Air Force fait stocker l'outillage spécial de la chaîne de production, soit 30 000 pièces, au Sierra Army Depot de l'Armée de Terre des États-Unis, situé dans le comté de Lassen en Californie. L'US Air Force a décidé ainsi de garder la possibilité de mener un programme de prolongation de vie majeure, ou de faire de grosses réparations sur des avions endommagés lors de combats. Bien entendu, l'équipement peut aussi servir à redémarrer la chaîne de production. Des manuels sous forme de smartbooks, mariant texte et vidéos, expliquent en détail l'utilisation des outils et les méthodes de fabrication.

## Technique

### Moteurs et performances

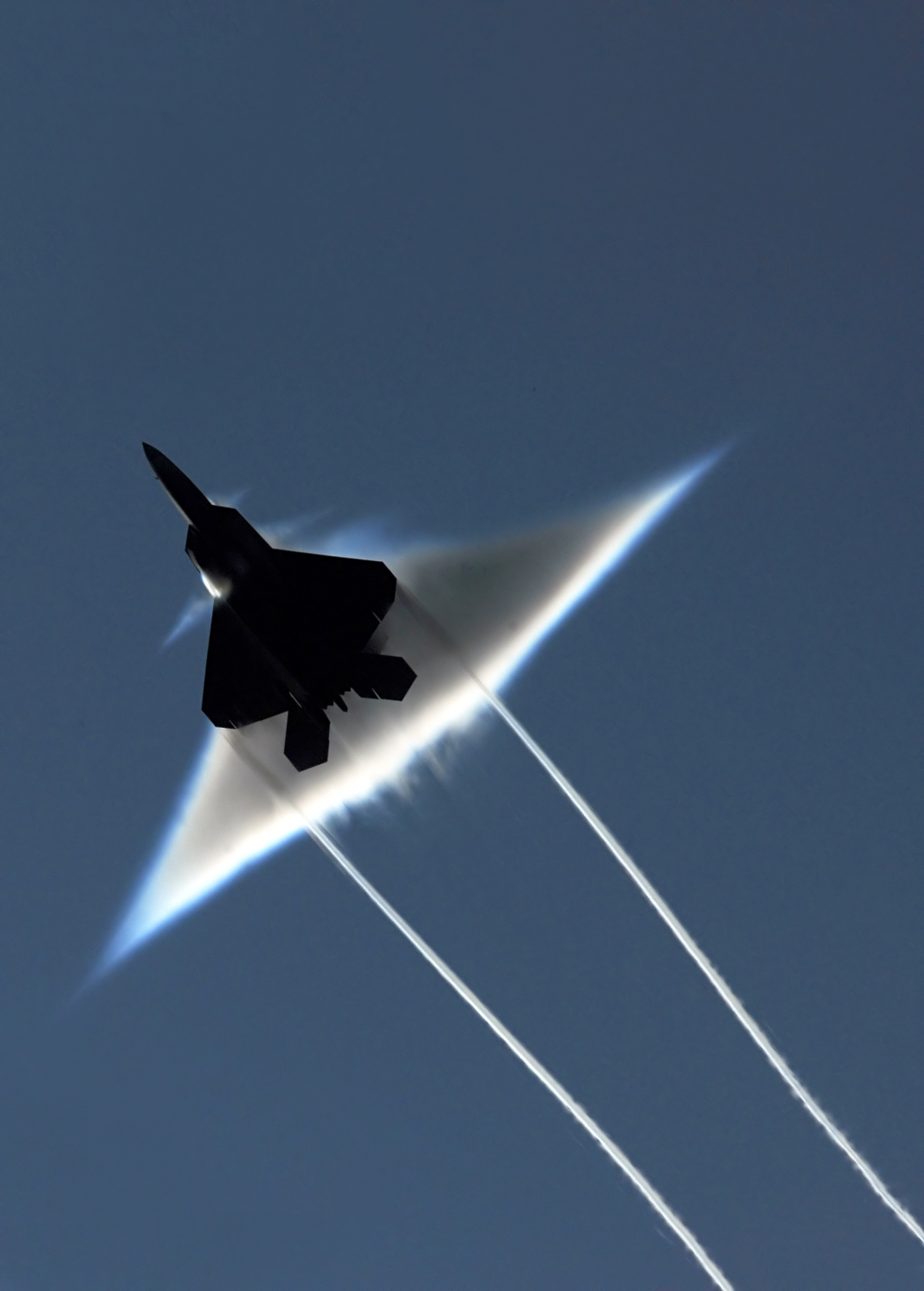
Passage du « mur du son ».

Le F-22 est un avion de chasse de cinquième génération propulsé par deux turboréacteurs Pratt & Whitney F-119-PW-100 à postcombustion d'une poussée unitaire d'environ 35 000 lbf, soit 156 kN. Pour comparaison, la poussée des avions de chasse F-15 et F-16 est comprise entre 23 000 et 29 000 lbf.

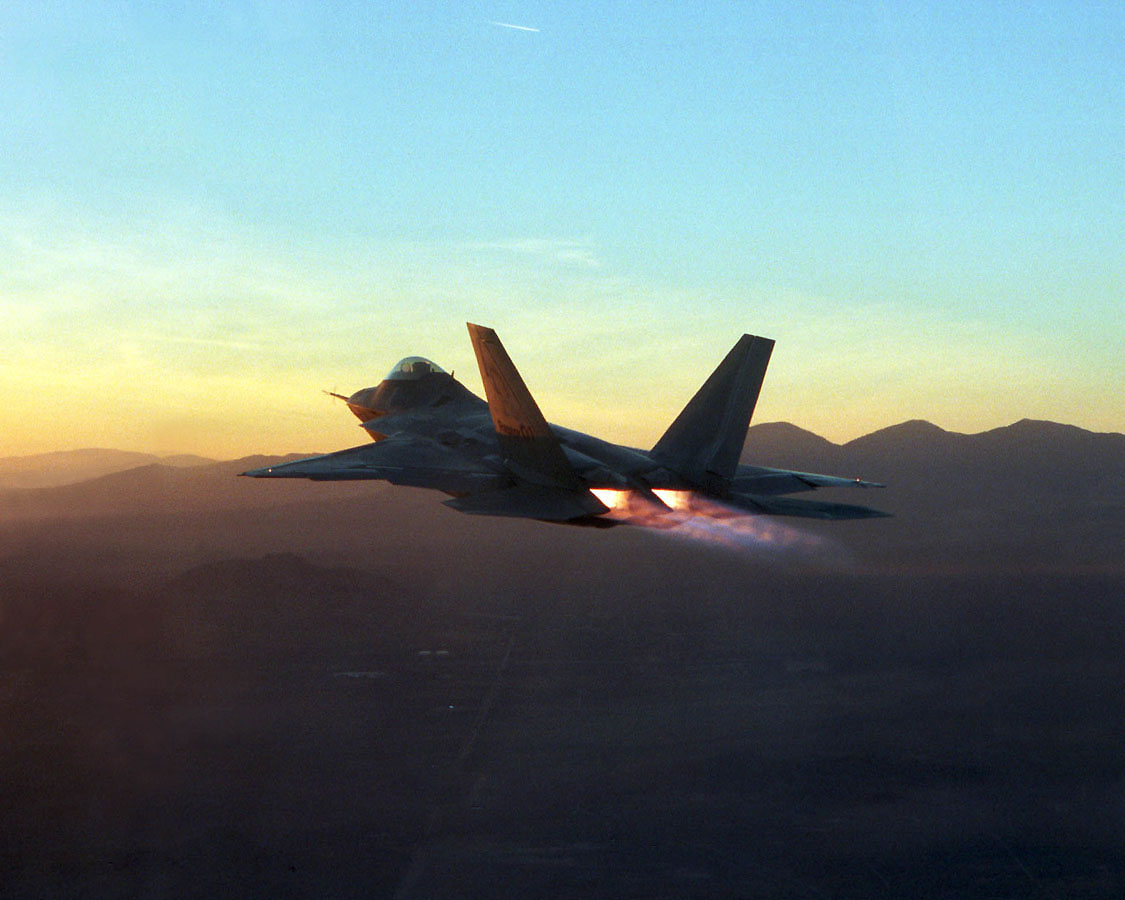
Un F-22 Raptor ayant activé la postcombustion de ses moteurs Pratt & Whitney F-119-PW-100.

La vitesse maximale sans armement extérieur est ainsi estimée à Mach 1,82, tandis qu'il est capable de voler à plus de Mach 1,5 sans la post-combustion (capacité de supercroisière). L'absence d'entrées d'air moteur à section variable explique cette vitesse. Habituellement, de telles entrées d'air permettent de repousser la vitesse au-delà de Mach 2 en prévenant les différences de pressions intervenant dans le phénomène de pompage ; le dessin même de l'entrée d'air du moteur peut également limiter ce phénomène. La vitesse ascensionnelle du F-22 est par ailleurs meilleure que celle du F-15 en raison des progrès réalisés sur les turboréacteurs, et ce malgré le rapport poussée/masse en faveur de ce dernier (1,2:1 pour le F-15 contre environ 1:1 pour le F-22). Selon Lockheed Martin, la vitesse maximale peut être portée « bien au-delà de Mach 2,0 (2 420 km/h) grâce à la postcombustion ».
D'après l'US Air Force, ces caractéristiques ne sont égalées par aucun avion de chasse connu ou en développement et selon Lockheed Martin, « le F-22 est le seul avion à associer vitesse supersonique, super-agilité et furtivité ». La vitesse maximale du F-22 n'est cependant pas connue avec précision. La résistance de la voilure aux différentes contraintes et à la chaleur est en effet un facteur influant sur cette vitesse, d'autant plus que le F-22 utilise de nombreux matériaux polymères. Cependant, contrairement à beaucoup d'avions dont la vitesse sans armement extérieur embarqué est systématiquement supérieure à la vitesse en mission, celle du F-22 demeure inchangée en raison de l'absence de traînée autour de son armement puisque ce dernier est entièrement logé en soute.
Le F-22 est un avion de chasse particulièrement maniable que ce soit à vitesse subsonique ou supersonique. Il dispose par ailleurs d'une très bonne résistance au décrochage lui permettant de rester manœuvrable en toute situation. Grâce à son système de poussée vectorielle dont les tuyères peuvent s'orienter de ± 20 degrés sur l'axe du tangage, le F-22 est capable de virer court si bien qu'il excelle dans les manœuvres de combats à forte incidence telles que la manœuvre du Cobra de Pougatchev ou celle de Kulbit. Le F-22 est également capable de maintenir un angle d'attaque constant au-delà de 60 degrés sans pour autant perdre le contrôle du roulis,. Lors d'essais réalisés en Alaska en juin 2006, des pilotes de F-22 ont par ailleurs démontré l'intérêt de disposer d'une altitude de croisière supérieure à celle des concurrents en matière de performances en combat.
D'après Air Power Australia, un think tank australien sur le combat aérien, le F-22 (et ses améliorations futures) est le seul avion qui serait capable de maintenir la supériorité aérienne américaine face au Soukhoï T-50 (PAK-FA). Cependant, ce dernier n'était toujours pas prévu d'être construit en série en 2018. D'après les analyses prospectives de ce laboratoire d'idées, si l'avion russe remplit toutes ses promesses, le F-35, que le département de la Défense a pourtant préféré commander en masse au détriment du F-22, n'aurait pas les capacités opérationnelles de contrer efficacement le Soukhoï T-50 (PAK-FA). Il aurait en effet un ratio de destruction de 4 pour 1 en faveur du Soukhoï T-50 (PAK-FA), et les appareils plus anciens n'auraient pas plus de réussite.

### Avionique
Dans son avionique, le F-22 dispose entre autres d'un système de détection passif AN/ALR-94 conçu par BAE Systems capable de détecter les signaux radar environnants. Ses trente antennes intégrées aux ailes et dans l’ensemble du fuselage permettent de disposer d'une couverture radar complète ainsi que des informations sur l'azimut et l'angle d'élévation dans la partie avant de l’avion. Ce système est selon le directeur du programme F-22 Tom Burbage, « l'un des équipements les plus avancés et les plus complexes de l’avion ».
Placé dans le nez de l'avion, un radar à antenne active Northrop Grumman AN/APG-77 fonctionnant avec la technologie du réseau de phase équipe également le F-22. Développé pour répondre aux exigences des phases d’attaque, il dispose d'un système de verrouillage à longue portée ainsi qu’un lecteur optique permettant de suivre des cibles multiples en toutes conditions météorologiques. Le réseau de phase du radar peut en outre brouiller ou concentrer toute son énergie, soit des dizaines de kilowatts, sur une cible pour griller les systèmes de détection adverses,.
Le AN/APG-77 change de fréquence plus de 1 000 fois par seconde de façon à réduire les chances que ses émissions soient interceptées,. Sa portée est estimée entre 200 et 240 km. En 2007, des essais réalisés par Northrop Grumman, Lockheed Martin et L-3 Communications ont par ailleurs démontré la capacité du radar à agir comme un Wi-Fi, transmettant des données à une vitesse de 548 mégabits par seconde et recevant à 1 gigabit par seconde. Cette performance est d'ailleurs bien supérieure au système Liaison 16 généralement utilisé par l'OTAN, qui transfère des données à 1 mégabit par seconde.

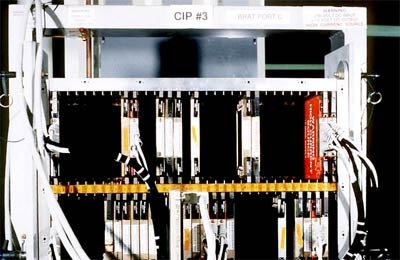
Un processeur CIP (Common Integrated Processor) du F-22 en phase de test.

Les informations reçues et émises par le radar et les différents capteurs sont traitées par deux processeurs Raytheon, dénommés Common Integrated Processor (CIP). Chaque CIP peut procéder à 10,5 milliards d'opérations par seconde et dispose de 300 mégaoctets d'espace mémoire. L'avionique du F-22 représente par ailleurs 1,7 million de lignes de code informatique, écrites pour la plupart dans le langage de programmation Ada ; l'essentiel de ce code concerne d’ailleurs le traitement des données en provenance des radars. Selon le secrétaire à la Force aérienne des États-Unis Michael Wynne (en), le développement en langage Ada explique une partie des dépassements de budgets et des retards de planification dans le projet.
Les capacités de détection de F-22 sont plutôt uniques pour un aéronef de cette taille et de ce type. Il offre des fonctions proches de celles d’un AWACS même si son radar est moins puissant ; il lui arrive pourtant d'agir plus rapidement. Le pilote du F-22 est également en mesure de verrouiller une cible pour les avions de chasses F-15 et F-16 en formation avec lui,. Le radar peut enfin assurer le rôle de relais à haut débit entre différentes unités grâce à la faible probabilité d’interceptions de ses émissions.
Enfin, le bus de données IEEE-1394B développé pour le F-22 est conçu à partir de la version commerciale IEEE-1394 souvent utilisée pour des ordinateurs personnels. Cette affiliation entre les deux versions a d’ailleurs suscité une vive critique de la part du secrétaire à la Marine des États-Unis John Lehman qui écrit dans un article : « Au moins, [les F-22] sont protégés des cyber-attaques. Personne en Chine ne sait comment programmer le vieux logiciel IBM de 1983 qui les gère. ».
Le F-22 est le premier avion militaire à disposer d'un tableau de bord entièrement composé d'écrans LCD multifonctions couleurs, en complément du système HOTAS et du viseur tête haute.
Depuis 2010, l'avion est doté d'un système automatique d'évitement de terrain.
En 2015, le F-22 commence à être équipé de système d'oxygénation de secours automatique, afin de compenser les problèmes d'hypoxie rencontrés par les pilotes.

### Furtivité
Le F-22 a été étudié pour obtenir une furtivité passive en réduisant sa signature radar et sa signature infrarouge.
La réduction de la signature radar, qui serait égale à celle d'une bille de métal, soit environ 1 / 1 000e de celle du F-15, alors que les deux avions ont à peu près la même taille, résulte :
- de ses formes qui évitent de renvoyer les ondes radar vers l’émetteur ;
- de son revêtement intégral par une peinture absorbant les ondes radar ;
- de ses surfaces de contrôles conçues par thermoformage, supprimant l'utilisation de rivets qui créeraient des aspérités ;
- des antennes et détecteurs noyés dans le revêtement ;
- du canon caché derrière une trappe amovible.

Afin de maintenir sa furtivité lorsqu'il est armé de bombes et missiles, les armements sont logés dans une soute ventrale principale et deux petites soutes latérales.
La réduction de la signature infrarouge résulte du système de refroidissement très sophistiqué. La chaleur est évacuée dans le carburant et part dans le sillage des réacteurs. Ce système ayant été calculé avec une tolérance réduite, quand l'avion termine sa mission, les équipements internes sont à haute température et pour diminuer la chaleur, les soutes sont ouvertes au sol. C'est l'une des raisons qui font que les frais de maintenance du F-22 sont élevés.
Toutefois, le 10 février 2016, les forces aériennes chinoises de l'Air Defense Identification Zone (ADIZ) de la mer de Chine ont détecté la présence d'un objet volant suspect. Des médias chinois évoquent la possibilité que l’appareil détecté soit un F-22 basé à Okinawa ou déployé sur la base aérienne d'Osan en Corée du Sud.
En 2021, l'annonce du retrait du service à l'horizon 2030 du F-22 Raptor, avant les F-16 et F/A-18 modernisés, serait dû au progrès de radars de contre-furtivité, rendant obsolète la furtivité de l'avion.

### Armement
Un canon M61A2 Vulcan de calibre 20 mm abrité sous une trappe amovible sur la droite du fuselage avec 480 obus.
La soute principale ventrale dispose de six lanceurs LAU-142/A pouvant accueillir :
- 4 à 6 missiles air-air à guidage radar AIM-120 AMRAAM[42] devant être remplacés à partir des années 2020 par des AIM-260 JATM[43] ;
- ou 2 missiles air-air à guidage radar AIM-120 AMRAAM et 2 bombes GBU-32 JDAM de 459 kg[42] pouvant être tirés à 15 nautiques (27,8 km) avec une précision de 5 m en utilisant le guidage GPS, et de 30 m en utilisant le guidage inertiel[44] ;
- ou 8 bombes GBU-39B de 125 kg pouvant être tirées à 40 nautiques (74 km) à guidage GPS ou inertiel[45].

Cependant, le F-22 n'a pas de capacité de désignation laser autonome et doit faire appel à une aide externe.
Chaque soute secondaire latérale dispose d'un lanceur LAU-141/A pouvant accueillir un missile infrarouge AIM-9M Sidewinder. Le 26 février et le 29 avril 2015, des tests du futur AIM-9X Sidewinder ont été réalisés.

### Liaison de données tactiques
Afin de préserver sa furtivité, le F-22 est équipé d'une liaison de données intra-fly MADL (en) (Multifunction Advanced Data Link).
Ce choix a été réalisé au détriment de l'interopérabilité avec les autres plates-formes aériennes équipées de la Liaison 16.
L'intervention militaire de 2011 en Libye, a mis en évidence le besoin d'interconnexion entre la Liaison 16 et le MADL (en).
Selon Loren Thompson, analyste et chef du bureau d'exploitation à l'Institut de Lexington, Arlington Va, « Les concepteurs du F-22 avaient un dilemme, entre la nécessité de travailler en connectivité afin d'assurer la polyvalence et celle d'être en silence radio afin de conserver l'avantage de la furtivité. Ils ont opté pour une capacité limitée en liaisons de données tactiques ».

## Maintenance
Le gouvernement des États-Unis a accordé à Lockheed Martin un contrat de maintenance en décembre 2017 à plus de 3,7 millions de dollars par cellule et par an. Pratt & Whitney a obtenu juste avant un contrat pour la maintenance des moteurs F-119 du F-22 de près de 4,5 millions de dollars par avion. Cela représente 8,2 millions de dollars par année pour soutenir chaque F-22.

## Variantes

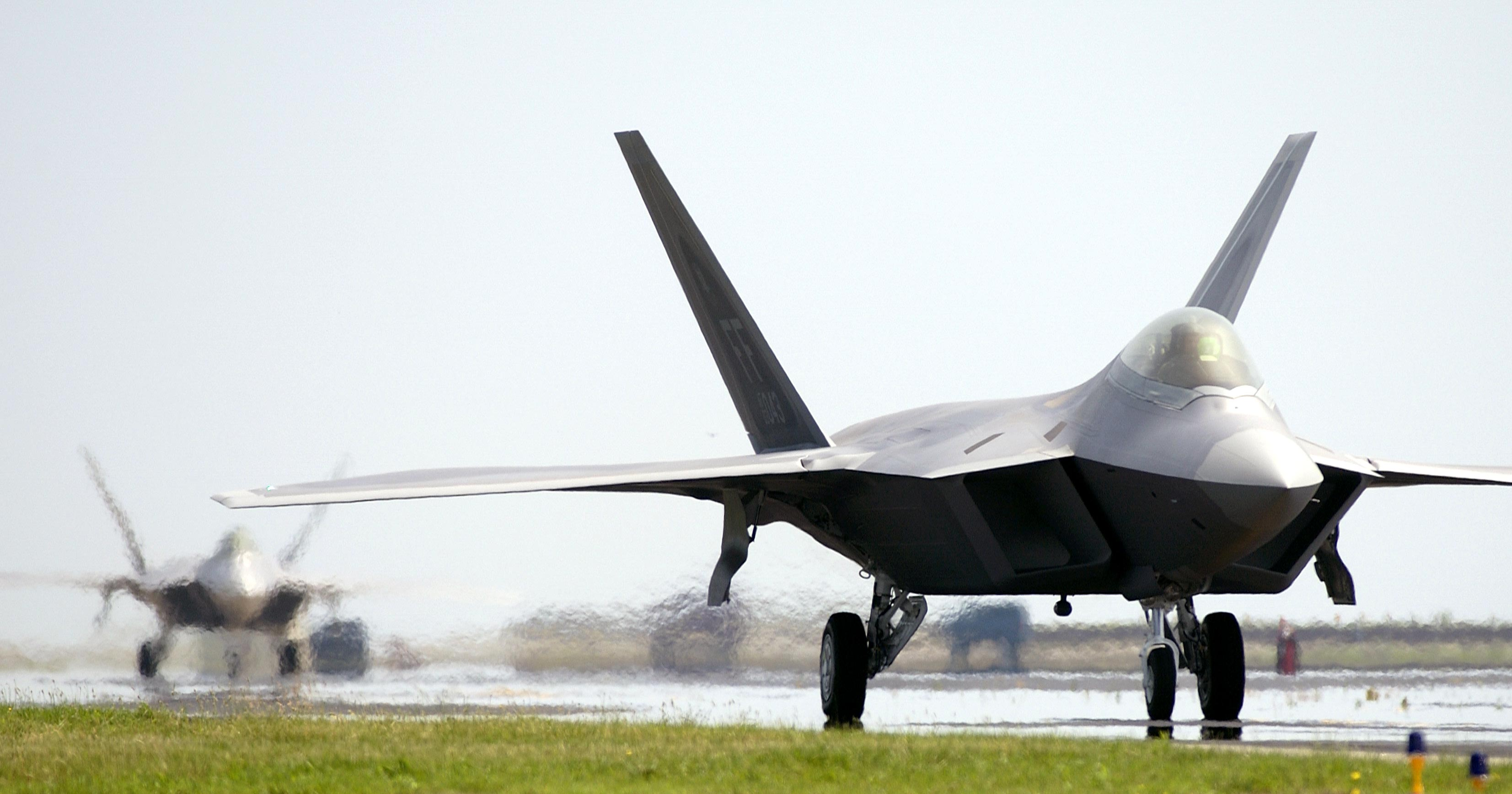
Arrivée des premiers F-22 au 27th Fighter Squadron.

- YF-22 : démonstrateur (8 exemplaires construits)
- F-22A (appelé F/A-22 entre septembre 2002 et décembre 2005) : version monoplace pour l'US Air Force (187 exemplaires construits: il reste 154 F-22A block 30/32 et 32 F-22A Block 20 en 2023[50])
- F-22B : version biplace d'entraînement (abandonnée)
- FB-22 : version destinée au bombardement (abandonnée)
- F-22N : version destinée à l'US Navy (abandonnée en 1993)

## Accidents notables

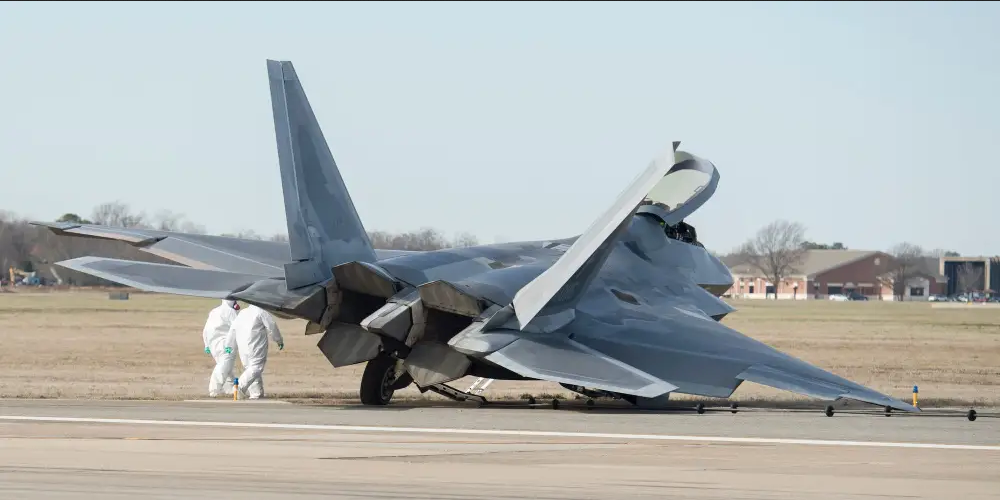
Un F-22 du 94th Fighter Squadron dont train d'atterrissage s’est effondré lors de son atterrissage le 16 janvier 2020 à la Langley Air Force Base. Après réparations, il redécolle le 9 avril 2021;

- En avril 1992, le deuxième YF-22 s'est écrasé lors de son atterrissage à Edwards AFB. Le pilote d'essai, Tom Morgenfeld, s'en est sorti sans blessure. La cause de l'accident s'est avérée être une erreur logicielle dans les commandes de vol qui n'a pas réussi à empêcher une oscillation induite par le pilote[52].
- Le 20 décembre 2004, le F-22 No 4014 s'est écrasé immédiatement après le décollage de la base de Nellis. Son pilote s'est éjecté et est sain et sauf[53].
- Le 25 mars 2009, le F-22 No 4008 s'est écrasé à quelques dizaines de kilomètres de la base d'Edwards lors d'un vol d'essai. Le pilote d’essai David P. Cooley (en)[54], qui n'est pas un pilote de l'US Air Force mais qui travaillait pour Lockheed, est mort dans l'accident[55].
- le 16 novembre 2010, le F-22 No 4125 s'est écrasé lors d'un vol d'entraînement en Alaska[56]. Le pilote, le capitaine Jeff Haney est mort lors de cet accident[57].
- le 15 novembre 2012, un F-22 s'est écrasé à l’atterrissage sur la base de Tyndall. Son pilote s'est éjecté. Après cet accident, il reste 182 F-22 dans l'US Air Force[58].
- L'ouragan Michael dévaste le 10 octobre 2018 la Tyndall Air Force Base, plusieurs des 22 F-22 n'ayant pu être évacués sont endommagés[59].
- Le 15 mai 2020, un F-22 basé à Eglin Air Force Base s'est écrasé lors d'un vol d'entrainement en Floride. Le pilote a réussi à s’éjecter[60].

## Unités opérationnelles
[Quand ?]

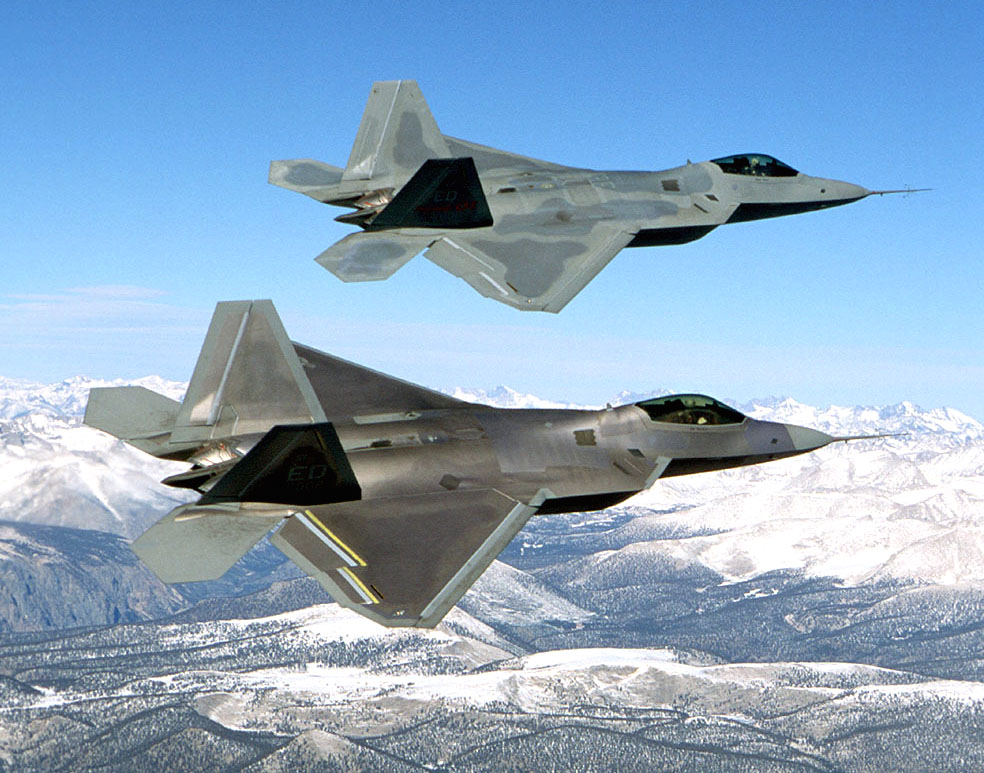
Deux F-22 en vol.

- Air Education and Training Command
  - 375th Fighter Wing (Tyndall Air Force Base, Floride)
    - 43rd Fighter Squadron
- Air Combat Command
  - 1st Fighter Wing (Langley Air Force Base, Virginie)
    - 27th Fighter Squadron
    - 94th Fighter Squadron

  - 49th Fighter Wing (Holloman Air Force Base, Nouveau-Mexique)
    - 7th Fighter Squadron

  - 53rd Wing (Eglin Air Force Base, Floride)
    - 422nd Test and Evaluation Squadron
- Air Force Materiel Command
  - 412th Flight Test Squadron
- Pacific Air Forces
  - 3rd Wing (Elmendorf Air Force Base, Alaska)
    - 90th Fighter Squadron
    - 525th Fighter Squadron

  - 477th Fighter Group (Elmendorf Air Force Base, Alaska)
    - 302nd Fighter Squadron
- Air National Guard
  - 192nd Fighter Wing (Langley Air Force Base, Virginie)
    - 149th Fighter Squadron

  - 154th Wing (Hickam Air Force Base, Hawaii)[61]
    - 199th Fighter Squadron
    - 531st Fighter Squadron
- Air Force Reserve Command
  - 44th Fighter Group (Holloman Air Force Base, Nouveau-Mexique)[61]
    - 301st Fighter Squadron

## Engagements

### Libye
En 2011, l'opération Odyssey Dawn, a mis en avant l'incapacité du F-22 à communiquer avec la majorité des aéronefs participant aux opérations de l'OTAN, du fait de l'absence d'une connexion active au réseau Liaison 16. Les États-Unis ont en conséquence décidé de ne pas engager de F-22 dans cette opération. L'utilité d'un engagement des F-22, étant donné l'absence de chasse libyenne dans les airs, n'était de surcroît pas évidente.

### Syrie
Dans la nuit du 22 au 23 septembre 2014, des F-22 du 1st Fighter Wing ont participé aux bombardements menés dans le cadre de la guerre contre l'État islamique en Syrie. Cette mission a constitué le premier engagement au combat de l'avion.

### Iran
Début 2013, le porte-parole du département de la Défense des États-Unis George E. Little (en) annonça qu'un F-4 Phantom II de la Force aérienne de la république islamique d'Iran (IRIAF) avait tenté d'intercepter un drone américain MQ-1 Predator volant dans l'espace aérien international aux abords de l'Iran. L'un des deux F-4 s'approcha jusqu'à 16 milles de l'appareil sans pilote mais cessa brutalement la poursuite, après avoir reçu un message d'avertissement de la part de deux avions américains qui escortaient le Predator.
L'épisode se produisit en mars 2013, quelques mois après que deux Soukhoï Su-25 du corps des Gardiens de la révolution islamique ont eux-aussi tenté de détruire un Predator effectuant un vol de surveillance de routine en espace international à quelque 16 milles de l'Iran. La tentative avait échoué, mais à la suite de cet événement, le Pentagone décida d'escorter tous les drones impliqués en missions de surveillance ISR (Intelligence Surveillance Reconnaissance) avec des chasseurs, que ce soient des F/A-18 du CVW 9, embarqués sur l'USS John C. Stennis, dont le groupe aéronaval avait la responsabilité de la surveillance de la 5e flotte, ou des F-22, comme ceux déployés à Al Dhafra, aux Émirats arabes unis.
De nouveaux détails concernant l'épisode furent révélés plus tard par le chef d'état-major de l'Air Force Mark Welsh, qui confirma, le 17 septembre 2013, que non seulement, les chasseurs fournissant l'appui/escorte HVAAE (High Value Air Asset Escort) aux drones étaient bien des F-22, mais déclara également : « Il [le pilote du F-22] vola en dessous de leurs avions [les F-4] pour vérifier leur chargement en armes, sans qu'eux ne se rendent compte de sa présence, puis se porta à hauteur de leur aile gauche et les appela en leur disant « Vous feriez vraiment mieux de rentrer chez vous ! » ».
Si cet épisode est arrivé exactement comme Welsh le décrit, il ressemble fortement à une scène du film Top Gun, mais il reste à déterminer si les F-22 ont été capables de rester furtifs jusqu'au dernier moment (grâce au guidage d'un AWACS ?), et surtout pourquoi aucun E-2 Hawkeye, potentiellement présent dans le secteur en mission de surveillance, n'a envoyé de message d'alerte pour dissuader les F-4 iraniens. Cette simple manœuvre aurait évité de placer les F-22 et les F-4 trop près les uns des autres, dans une situation qui aurait pu dégénérer rapidement. Finalement, les F-4 ont abandonné l'interception du drone, ce dernier rentrant intact à sa base.

### Irak/Syrie(guerre contre l'État islamique)
Depuis 2016, les F-22 déployés à la base aérienne 104 Al Dhafra aux Émirats arabes unis sont les modèles les plus modernes des F-22A utilisés par l'US Air Force.
Affectés au 90th Fighter Squadron de la Joint Base Elmendorf-Richardson, en Alaska, ces F-22 modernisés ont fait leurs débuts dans l'opération Inherent Resolve, la guerre aérienne contre l'État islamique, en avril 2016. Même s'ils sont habituellement rarement utilisés pour attaquer des cibles terrestres, ces nouveaux F-22, au radar, logiciels, capteurs et à l'électronique embarquée améliorés, peuvent désormais larguer 8 bombes GBU-39 de petit diamètre (acronyme SDB en anglais) de 250 lbs (113 kg), alors qu'auparavant ils étaient limités à deux GBU-32 JDAM de 1 000 lbs (454 kg) en soute.
Ces F-22 furent néanmoins de retour dans leur domaine de prédilection, le combat aérien, le 18 août 2016, lorsqu'ils furent envoyés intercepter puis disperser deux Su-24 Fencer qui tentaient de survoler une zone tenue par les Kurdes au Rojava, nord-est de la Syrie, où les forces spéciales américaines étaient en mission. En seulement quelques jours, les avions de la coalition furent obligés de décoller en urgence deux fois pour dissuader les avions syriens d'effectuer des bombardements sur Hassaké, la zone d'opérations des 300 commandos américains qui forment les forces Kurdes désirant combattre Daech.
Les pilotes syriens ne répondirent pas aux appels radios des Kurdes sur la fréquence générale de détresse, pas plus qu'aux appels effectués par la coalition sur le canal sécurisé aérien utilisé pour communiquer avec les appareils russes opérant au-dessus de la Syrie. Finalement, lorsque les chasseurs américains arrivèrent sur place, les avions syriens avaient déjà quitté la zone.
Après cette première « rencontre rapprochée », le Pentagone ordonna au régime d'Assad de ne pas survoler ou mener de raids dans la zone occupée par les forces spéciales américaines. Pourtant, le 19 août, deux Su-24 tentèrent à nouveau de pénétrer l'espace aérien près de Hassaké. Cette fois, les deux avions syriens furent accueillis par deux F-22, qui, selon les dires d'un officiel américain sur la chaîne ABC, « ont encouragé les Syriens à libérer la zone, sans incident », précisant qu'« aucune munition n'a été tirée par les appareils de la coalition ».

### États-Unis/Canada
Les premières victoires aériennes du F-22 ont lieu dans le cadre de l'incident des ballons chinois de 2023 en Amérique du Nord. 
Un ballon d'observation chinois de grande taille est abattu par un missile AIM-9X tiré d'un F-22 Raptor du 1st Fighter Wing basé à base aérienne de Langley le 4 février à 14h39 HE à 17,8 km d'altitude alors qu'il se trouve au large du Comté de Horry en Caroline du Nord.
Le 10 février 2023, un « objet cylindrique et gris argenté de la taille d'une petite voiture » est abattu au large de la cote nord de l'Alaska dans la mer de Beaufort à environ 12 000 m d'altitude par un F-22 de la base aérienne d'Elmendorf tirant un missile AIM-9X après vérification qu'il n'était pas habité.
Le 11 février 2023 à 20h41 GMT, un « objet cylindrique non identifié » est abattu à 12 000 m d'altitude par un F-22 tirant un missile AIM-9X au Yukon (Canada), à environ 160 km de la frontière entre le Canada et l'Alaska. Il s'agit du premier appareil détruit lors d'une mission aérienne du Commandement de la défense aérospatiale de l'Amérique du Nord.

## Culture populaire
Le F-22 est apparu dans divers livres, bandes dessinées, jeux informatiques, dessins animés et films.

### Films et séries télévisées
- Hulk, sorti en 2003 ;
- Transformers, sorti en 2007 ;

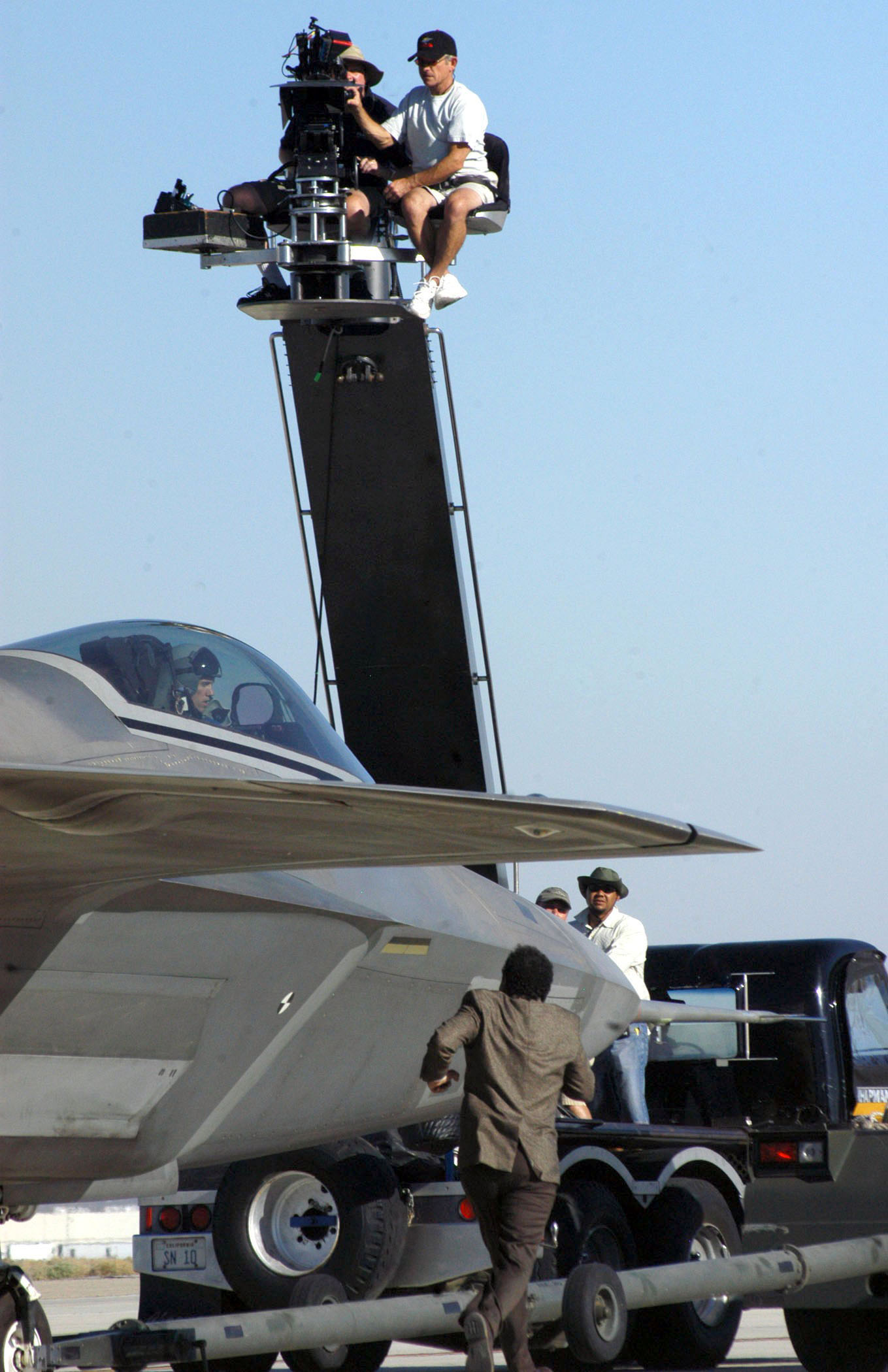
Tony Shalhoub (Adrien Monk) poursuivant un Lockheed Martin F-22, lors du tournage de l'épisode Monk et l’astronaute sur la piste de l'Edwards Air Force Base, en Californie, en 2005.

- Aliens vs. Predator: Requiem, sorti en 2008 ;
- Iron Man, sorti en 2008 ;
- Le Jour où la Terre s'arrêta, sorti en 2008 ;
- Chuck, saison 2, épisode 4, sorti en 2008 ;
- Transformers 2 : La Revanche, sorti en 2009 ;
- L'Agence tous risques, sorti en 2010 ;
- Skyline, sorti en 2010 ;
- Monk (série), apparition dans l’épisode 14 de la saison 4 (Mr. Monk and the Astronaut) ;
- Transformers 3 : La Face cachée de la Lune, sorti en 2011 ;
- The Dark Knight Rises, sorti en 2012 ;
- Pacific Rim, sorti en 2013 ;
- La Chute de la Maison-Blanche, sorti en 2013 ;
- Godzilla, sorti en 2014 ;
- Scorpion (premier épisode) ;
- Man of Steel, sorti en 2013 ;
- Captain Marvel, sorti en 2019 ;
- The Tomorrow War, sorti en 2021.

### Bandes-dessinées
- Buck Danny no 49, La Nuit du serpent ;
- Buck Danny no 50, Sabotage au Texas ;
- Buck Danny no 53, Cobra noir ;
- Buck Danny no 54, La Nuit du Spectre ;
- Transformers : Movie Preview ;
- Transformers : le Règne de Starscream ;
- Transformers : Alliance ;
- Transformers ;
- Transformers : La revanche.

### Jeux vidéo
- Ace Combat 2 ;
- Ace Combat 3: Electrosphere ;
- Ace Combat 4: Distant Thunder ;
- Ace Combat 5: Squadron Leader ;
- Ace Combat Zero: The Belkan War ;
- Ace Combat X: Skies of Deception ;
- Ace Combat 6: Fires of Liberation ;
- Ace Combat: Assault Horizon ;
- Ace Combat X2: Joint Assault ;
- "Ace Combat 7: Skies Unknown" ;
- Command & Conquer: Generals ;
- Command and Conquer: Generals - Heure H ;
- Energy AirForce ;
- F-22 Interceptor (1991) ;
- Série F-22 :
  - F-22 Lightning II (1996) ;
  - F-22 Raptor (1997) ;
  - F-22 Lightning 3 (1999) ;
- F-22 Air Dominance Fighter (1997) ;
- F-22 Total Air War (1998) ;
- Over-G Fighters ;
- Transformers 2 : Le Jeu ;
- Tom Clancy's H.A.W.X ;
- Tom Clancy's H.A.W.X. 2 ;
- Top Gun: Combat Zones ;
- Heetseeker ;
- X-Plane ;
- JetFighter III (jeu vidéo) ;
- Civilization V.
- Lockheed Martin Prepar3D

- Transformers, le jeu
- Transformers : La Revanche (jeu vidéo)
- Transformers 3 : la face cachée de la Lune
- Top Gun: Hard Lock
- GeoFS
- Flight Simulator

### Développement lié
- Lockheed YF-22

### Aéronefs comparables
- Chengdu J-20
- Dassault Rafale
- Eurofighter Typhoon
- Lockheed F-35 Lightning II
- Shenyang J-31
- Soukhoï T-50 (PAK FA)